# 紫花拐轴鸦葱
紫花拐轴鸦葱（学名：Scorzonera divaricata var. sublilacina）为菊科鸦葱属下的一个变种。

## 扩展阅读
- 維基物種上的相關：紫花拐轴鸦葱